# Андрес, Игорь Владимирович
Игорь Владимирович Андрес (4 мая 1939) — советский футболист, вратарь, футбольный тренер.

## Биография
В начале карьеры выступал за подмосковные клубы. В 1961 году был в составе московского «Локомотива», но не провёл ни одного матча. Затем выступал во второй и первой лигах за «Труд» (Ногинск), «Шахтёр» (Караганда), «Шинник».
В 1967 году выступал за минское «Динамо». Дебютный матч в высшей лиге сыграл 23 апреля 1967 года против ленинградского «Зенита», заменив на 78-й минуте Анатолия Глухотко. Всего за сезон сыграл 16 матчей, из них в восьми выходил на замену во втором тайме, а в одном был заменён в самом начале встречи.
В 1968 году был в составе московского «Торпедо», но на поле не выходил. В том же году перешёл в калининскую «Волгу», в её составе провёл полтора сезона и по окончании сезона 1969 года завершил игровую карьеру.
В 1971 году вошёл в тренерский штаб «Волги», в 1972—1977 годах работал главным тренером клуба, привёл калининский клуб к победе в Кубке РСФСР 1975 года. В 1978 году возглавлял владивостокский «Луч».